# Ynglingasagan
Ynglingasagan är den inledande sagan i Snorre Sturlassons "Heimskringla" från ca 1230. Den handlar om Ynglingaätten, där de äldsta medlemmarna sägs ha varit kungar i Svitjod och de yngsta var kungar i Norge. Ättens stamfäder sägs ha varit Oden, Njord och Frej, som dock i euhemeristisk anda förklaras ha varit vanliga människor som sedermera upphöjts till gudar. Berättelsen består av korta notiser om hur kungarna regerat, utövat religion och vad de åstadkommit. Den är författad på fornnordiska och bygger i delar på det mycket kortare 800-talskvädet Ynglingatal.
Historikernas förhållningssätt till Ynglingasagans källvärde har förändrats kraftigt. Numera betraktas den som en protohistorisk källa. Men i början av 1900-talet var kännedom om sagans innehåll som en del av Sveriges "andliga och materiella utveckling" obligatorisk för Folkskolans högre klasser. Att asarna utvandrat från Asien och slagit sig ner i Skandinavien där Frej blivit stamfader till en kungaätt i Norge och Sverige togs tidigare som historiska fakta som uppblandats med mytologiskt stoff. Detta togs upp av den göticistiska historieskolan hos vilka Ynglingasagans påståenden fördes samman med andra notiser om förhållanden i Sverige, bland annat Adam av Bremens uppgifter om Uppsalatemplet.
Snorre tillskriver Ynglingatal skalden Tjodolf av Hvin som skall ha levat på 800- eller 900-talet. Under senare tid har vissa forskare i stället velat förlägga Ynglingatals tillkomst till 1100-talet, men om det råder ingen enighet. Eftersom även Historia Norwegiae behandlar samma ämne och utgår från samma källa brukar Ynglingasagan jämföras med denna. Annat stoff kommer från muntliga berättelser och hyllningskväden. Stilen visar stundtals förtrogenhet med den kristna hagiografin och medeltida latinsk historieskrivning. Genren, att härleda en kungaätt till en fjärran forntid med fantasifulla konstruktioner av släktled och gudomligt ursprung, är känd sedan långt tidigare. För norra Europas vidkommande hade Geoffrey av Monmouth i Historia regum Britanniæ från 1100-talet härlett brittiska kungligheters ursprung till Troja, via kung Artur och Aeneas, ett tema som går igen i den någorlunda samtida keltiska Lebor Gabála Érenn. Greppet är dock känt sedan antiken (se till exempel gens Julia) och det finns otaliga exempel.
Berättelserna om Ynglingaätten, så som den beskrivs i Ynglingasagan, används inte som källa i modern historieforskning. En stor del av ynglingasagans kungar är enligt en utbredd uppfattning uppdiktade, men några av de senare kungarna kan vara historiska. Olov Trätälja och Ingjald Illråde brukar betraktas som historiska, och Harald Hårfager påstod att dessa var hans förfäder. Verket har dock stor betydelse som källa till föreställningsvärlden i Snorres egen tid, och språkhistoriskt som källa till fornnordiskan.